# Gaetano Bresci
Gaetano Bresci (Coiano, Prato, Regne d'Itàlia, 10 de novembre de 1869 - Illa de Santo Stefano, Regne d'Itàlia, 22 de maig de 1901) va ser un anarquista italià que va assassinar el rei Humbert I d'Itàlia el 29 de juliol de 1900. Bresci va ser el primer europeu regicida a no ser executat, ja que a Itàlia la pena de mort s'havia abolit el 1889.

## Militància
Bresci va néixer el 10 de novembre de 1869, a Coiano, al municipi de Prato, a la Toscana, i va emigrar d'Itàlia als Estats Units d'Amèrica vers la fi de la dècada de 1890. Hi va viure com a teixidor a Paterson (Nova Jersey), on hi havia una gran comunitat italiana-estatunidenca. S'hi va implicar i, més tard, va ser el membre principal d'un grup polític italià anomenat «Gruppo diritti all'esistenza». Va ser un dels fundadors de La Questione Sociale, el periòdic anarquista en llengua italiana publicat a Paterson.
Bresci ja havia pensat en matar el rei italià Humbert I quan vivia a Itàlia. Després d'emigrar als Estats Units, va conèixer l'anarquista i partidari de la propaganda pel fet Giuseppe Ciancabilla a través de l'agitador anarquista Errico Malatesta. Mentre que Bresci es va veure influenciat per Ciancabilla i la contínua supressió de la revolta popular a Itàlia, es va veure especialment afectat per la massacre de Bava Beccaris de 1898, en la qual van ser assassinades desenes de persones durant els avalots del pa milanès per la pujada del preu del d'aquest bé de consum, per la qual el rei va lliurar una medalla al general Fiorenzo Bava Beccaris.

## Assassinat

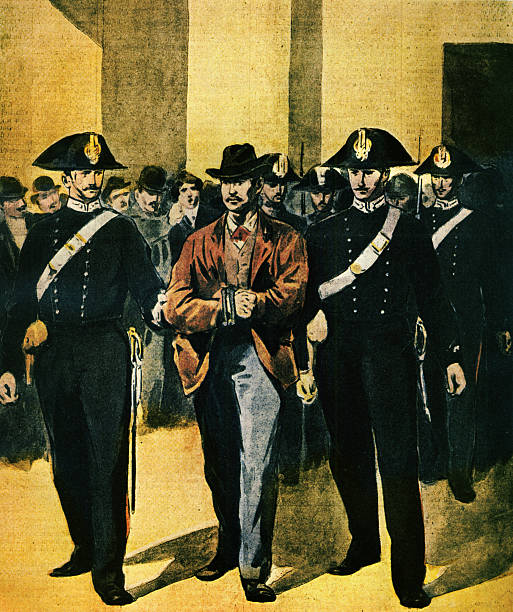
Bresci durant el seu judici

Bresci va sol·licitar la devolució d'un préstec a La Questione Sociale i amb els diners va anar a Itàlia. El 29 de juliol de 1900, mentre el rei visitava la ciutat de Monza, el va disparar quatre vegades amb un revòlver .32 S&W de cinc trets. Més tard, es va erigir un monument, la Capella Espiatòria de Monza, al lloc on fou assassinat el rei.

## Judici i mort
Bresci va ser capturat i sotmès a judici, en el qual va ser defensat per l'advocat anarquista Francesco Saverio Merlino. Al seu moment, com que la pena de mort era abolida a Itàlia, el 29 d'agost de 1900 a Milà va ser condemnat a cadena perpètua a l'illa de Santo Stefano, a prop de Pandatària, on també havien estat enviats nombrosos altres anarquistes al llarg dels anys. Abans que es complís un any del seu internament, el 22 de maig de 1901, va aparèixer mort a la presó amb 31 anys. El biògraf Arrigo Petacco va qualificar de misterioses les circumstàncies de la mort de Bresci. Si bé es va dir que Bresci s'havia suïcidat penjant-se, molts van creure que havia estat assassinat.

## Llegat
Els anarquistes van considerar ràpidament Bresci com a màrtir i van recaptar diners per donar suport a la seva vídua i les seves dues filles. Més tard, aquell mateix any, el regicidi de Bresci va inspirar l'anarquista Leon Czolgosz a assassinar el president dels Estats Units William McKinley. Els anarquistes de Nova York es congregaven com a Cercle de Bresci en honor seu. El grup, que va arribar als sis-cents participants el 1914, va organitzar protestes contra l'Església catòlica.
Durant les dècades de 1970 i 1980, els anarquistes toscans van encarregar un monument d'homenatge a Bresci per a la seva ciutat natal, però van ser bloquejats pel govern. Durant la nit va ser erigit al cementiri de Turigliano de Carrara l'any 1990.